# Marie-Madeleine d'Autriche (1689-1743)
Pour les articles homonymes, voir Marie-Madeleine d'Autriche.
Marie Madeleine de Habsbourg, archiduchesse d'Autriche, née à Vienne le 26 mars 1689, y est décédée le 1er mai 1743, est une fille de l'empereur Léopold Ier du Saint-Empire et de sa troisième épouse Éléonore de Neubourg.

## Propositions matrimoniales
L'Espagne ayant changé de dynastie, il est un instant question de marier le nouveau roi Philippe de Bourbon à une archiduchesse d'Autriche, mais le roi Louis XIV de France, le tout puissant grand-père du roi d'Espagne, s'y oppose pour des raisons politiques (officiellement il fait dire à l'empereur que ses filles ne plaisent pas à son petit-fils).
Le prince héritier du Portugal ayant épousé sa sœur aînée, il y a également un projet de mariage avec François de Portugal, duc de Beja, fils cadet du roi Pierre II de Portugal, mais celui-ci n'arrive pas à terme.
Marie-Madeleine reste célibataire.
Grande-maîtresse de l'ordre des Dames de la Croix-Étoilée, elle entretient avec l'héritière du trône, sa nièce, la future impératrice Marie-Thérèse des relations emplies d'affection.
Elle meurt à 54 ans pendant la guerre de Succession d'Autriche.